# Guido che sfidò le Brigate Rosse
Guido che sfidò le Brigate Rosse è un film del 2007 diretto da Giuseppe Ferrara.

## Trama
Il film racconta la storia di Guido Rossa, il sindacalista della CGIL presso lo stabilimento siderurgico delle Acciaierie Italsider di Cornigliano, ucciso dalle Brigate Rosse in un agguato sotto casa la mattina del 24 gennaio 1979.

## Produzione
Le riprese sono state effettuate prevalentemente a Genova e dintorni, tra cui in via Balbi e all'interno dell'Università di Genova. Le inquadrature di Guido Rossa mentre arrampica in parete sono state girate da Luca Giberti.

### Cast
Tra gli attori protagonisti della pellicola vi sono Massimo Ghini, Anna Galiena, Gianmarco Tognazzi, Elvira Giannini, Mattia Sbragia, Giulio Buccolieri e Andrea Bruschi.

## Colonna Sonora
In alcune scene troviamo la Big Band Carlo Colombi di Genova-Pra', con i suoi 25 elementi, nelle vesti dell'orchestra dell'Acciaierie di Piombino, esibitasi nel 1978 a Genova in occasione di una serata di gala. Il brano riproposto nel film (Steppin' Out with My Baby, canzone scritta da Irving Berlin e cantata da Fred Astaire) è suonato realmente dalla band di Pra' e registrato in presa diretta presso la sala chiamata del porto di Genova.

## Distribuzione
Il film è stato girato agli inizi del 2005 e la post-produzione terminata definitivamente nell'estate 2006, ma per problemi distributivi è uscito nelle sale cinematografiche solo il 22 giugno 2007 (era stato presentato in anteprima a Marano Vicentino, in provincia di Vicenza, al circolo operaio poi al Busto Arsizio Film Festival il 27 marzo 2007, al Trento Film Festival il 1º maggio dello stesso anno e il 7 giugno successivo, 15 giorni prima della distribuzione cinematografica, in anteprima nazionale al cinema Barberini di Roma).
Nonostante il film fosse coprodotto dalla Rai ha trovato spazio nella programmazione della televisione di Stato solamente nel giugno 2009. Proprio nel 2009, infatti, un gruppo trasversale di 47 senatori appartenenti al Partito Democratico, Popolo della Libertà, Italia dei Valori e Unione Democratica di Centro propose alla presidenza del Senato che il film fosse proiettato a Palazzo Madama e alla Rai in prossimità del 9 maggio (Giorno della memoria dedicato alle vittime del terrorismo). La presidenza del Senato rispose negativamente, appellandosi a cause tecniche che impedivano la proiezione del film nei locali del Senato.
La Rai recapitò una lettera ai promotori dell'iniziativa il giorno 8 maggio dichiarando che il film sarebbe stato trasmesso a 51 giorni di distanza sulla terza rete di Stato e non in prima serata. Il primo passaggio tv è infatti datato domenica 28 giugno 2009 su Rai 3 alle 23:15.